# アメリカ原子力委員会
アメリカ原子力委員会（アメリカげんしりょくいいんかい、英語：United States Atomic Energy Commission、略称：AEC）は、かつて存在したアメリカ合衆国連邦政府の独立行政機関。

## 沿革
第二次世界大戦直後の平時において原子力技術の研究と利用のために、原子力エネルギー問題を軍から民間の手に移すために、1946年8月1日に成立した。初代委員長はデビッド・リリエンソール。
1954年に原子力エネルギー法が修正されて商用としての原子力開発が可能になったため、AECの役割は原子力の使用を推進する一方で、原子力の安全面を考慮した規制を行うことになった。原子力関連産業の成長を妨げることなしに原子力の危険から一般市民の健康と安全を守ることが目標であったが、促進と規制という相反する二つの目標達成は非常に困難で、多大な論争を引き起こした。
1970年、アメリカ原子力委員会はネバダ核実験場の調査を結果を発表。実験場内の土や実験場外の砂漠からプルトニウムを検出したことを発表した。
1974年についに世論に押される形でアメリカ合衆国議会はAECの廃止を決定し、原子力の規制と推進はそれぞれ異なる機関に移行されることになった。
- 規制：AECの担っていた原子力規制に関する役割は、1975年1月19日に新設されたアメリカ合衆国原子力規制委員会 （Nuclear Regulatory Commission、略称：NRC）に移された[1]。
- 推進：原子力推進に関する役割の方はアメリカ合衆国エネルギー研究開発管理局（Energy Research and Development Administration、略称：ERDA）の傘下に置かれた[1]。1977年10月1日にERDAはアメリカ合衆国エネルギー省へと吸収合併され、21世紀現在も原子力開発、原子力エネルギー源の確保、核兵器の製造管理といった原子力推進の任務はエネルギー省に与えられている。